# 충격파
충격파(衝擊波, 영어: shock wave, shockwave, shock)는 진행하는 파동의 한 종류이다. 파동이 액체, 기체, 플라스마 등의 유체 속을 음속보다 빠르게 지나갈 때 그 파동을 충격파라고 한다. 충격파도 일반 파동과 마찬가지로 에너지를 운반하며, 매질을 통해 전달될 수 있다. 충격파는 갑작스럽고 매질의 압력, 온도, 밀도에 불연속적인 변화를 일으키는 것이 특징이다.

## 같이 보기
- 폭발
- 자기권계면